# Friedrich Kühmstedt
Friedrich Karl Kühmstedt (* 20. Dezember 1809 in Oldisleben; † 8. Januar 1858 in Eisenach) war ein deutscher Organist und Komponist.

## Leben
Kühmstedt besuchte die Schulen in Frankenhausen und Weimar. 1826 reiste er nach Darmstadt, um bei Christian Heinrich Rinck Unterricht im Klavierspiel zu erhalten. 
Ab 1829 setzte er bei Johann Nepomuk  Hummel in Weimar seine Studien fort, jedoch verhinderte eine Lähmung der rechten Hand die erhoffte Virtuosenlaufbahn. Daher versuchte er sich als Opernkomponist, sein Erstlingswerk Die Schlangenkönigin brachte jedoch nicht den erhofften Erfolg. 1836 vermittelte Hummel seinem ehemaligen Schüler eine Stellung als Musiklehrer ans Gymnasium Eisenach, wo er auch Hof- und Stadtkantor wurde.
Zusammen mit Franz Liszt plante er eine Reform des städtischen Musiklebens in Weimar, was 1872 zur Gründung der Orchesterschule durch Kühmstedts Schüler Carl Müllerhartung führte.